# دريانة
دريانة هي بلدة في ليبيا، تقع ضمن نطاق بلدية بنغازي وتبعد 32 كم شمال مدينة بنغازي .
اُشتقّ اسمها من مدينة هادريانوبولس Hadrianopolis الرومانية القديمة التي بنيت بالقرب منها. المشتقة أصلاً من اسم الإمبراطور الروماني هادريان والذي كان له قصر صيفي غير بعدي عنها قرب شاطئ البحر.
هناك آثار رومانية قرب المدينة، وهي مدينة سياحية، توجد بها مصائف، ومنتجعات السياحية.